# Tigo
Telefónica Celular de Bolivia S.A, mais conhecida como Tigo, É uma empresa de telecomunicações boliviana, de propriedade da Millicom.

## História
A Telefónica Celular de Bolivia iniciou suas operações em novembro de 1990 na cidade de Santa Cruz de la Sierra. Foi a primeira empresa a oferecer telefonia móvel na Bolívia sob a marca Celucash e também foi pioneira na venda de cartões telefônicos pré-pagos. Em 2005, a Telecel foi comprada pela Tigo.
Em 2013, a Tigo adquiriu a operadora de TV a cabo Multivisión por US$ 20 milhões. Um ano depois, em 25 de junho de 2014, a empresa lançou seu serviço de televisão por satélite com o nome Tigo Star, marca que também foi adotada para seu serviço de televisão a cabo, substituindo a Multivisión, que já havia se fundido à Telecel. A marca Tigo Star finalmente desapareceu por volta de 2019.

## Serviços

### Telefonia móvel
A Tigo é a segunda maior operadora de telefonia móvel do país. A empresa concorre com operadoras como Viva e Entel. Ela fornece serviços nas redes AMPS/TDMA e GSM/GPRS, ambas em 850 MHz para telefonia móvel. A Tigo foi a primeira empresa na Bolívia a fornecer tecnologia 3.5G para celulares. Atualmente, ela possui uma rede 4G nacional e está trabalhando para implementar a tecnologia 5G em breve.
A Tigo é a primeira empresa na Bolívia a oferecer cartões ESIM.

### Longa Distância Nacional e Internacional
A Tigo oferece chamadas internacionais de longa distância com o dígito 17.

### Televisão e streaming
A Tigo oferece televisão por assinatura. Ela oferece serviços de televisão a cabo, disponíveis em algumas cidades do país, e serviços de televisão via satélite, disponíveis em todo o país.

#### Tigo Sports
A empresa possui uma subsidiária, a Producciones Digitales de Bolivia S.R.L., responsável pela produção do canal Tigo Sports.

#### Vídeo sob demanda
A Tigo oferece seu serviço de vídeo sob demanda Tigo Sports, além dos pacotes Amazon Prime Video, HBO Max, Paramount+ e Universal+ em seus planos de televisão digital.

### Internet
Por cabo, bem como internet WiMAX.

### Tigo Money
A Tigo oferece o Tigo Money, a primeira carteira móvel da Bolívia, desde 2013. E desde 2014, ela está acessível aos usuários de suas rivais Entel e Viva.